# Kanton Lauterecken
Der Kanton Lauterecken (franz.: Canton de Lauterecken) war eine von acht Verwaltungseinheiten, in die sich das Arrondissement Kaiserslautern (franz.: Arrondissement de Kayserslautern) im Departement Donnersberg (franz.: Département du Mont-Tonnerre) gliederte. Der Kanton war in den Jahren 1798 bis 1814 Teil der Französischen Republik (1798–1804) und des Napoleonischen Kaiserreichs (1804–1814). Hauptort (chef-lieu) und Verwaltungssitz war Lauterecken.
Nachdem die Pfalz 1816 zum Königreich Bayern gekommen war, wurden die Kantone, teilweise mit geändertem Gebietsstand, zunächst beibehalten und waren Teile der Verwaltungsstruktur bis 1852.
Das Verwaltungsgebiet des Kantons Lauterecken lag überwiegend im heutigen Landkreis Kusel, drei Gemeinden im Landkreis Bad Kreuznach in Rheinland-Pfalz.

## Gemeinden und Mairies
Nach amtlichen Tabellen aus den Jahren 1798 und 1811 gehörten zum Kanton Lauterecken folgende Gemeinden, die verwaltungsmäßig Mairies zugeteilt waren (Ortsnamen in der damaligen Schreibweise); die Einwohnerzahlen (Spalte „EW 1815“) sind einer Statistik von 1815 entnommen; die Spalte „vor 1792 zugehörig“ nennt die landesherrliche Zugehörigkeit vor der französischen Inbesitznahme.
| Gemeinde        | Mairie      | EW 1815 | vor 1792 zugehörig         | Anmerkungen                               |
| --------------- | ----------- | ------- | -------------------------- | ----------------------------------------- |
| Adenbach        | Odenbach    | 181     | Pfalz-Zweibrücken          |                                           |
| Aschbach        | Hundheim    | 210     | Rheingrafschaft            |                                           |
| Becherbach      | Becherbach  | 315     | Pfalz-Zweibrücken          |                                           |
| Cronenberg      | Lauterecken | 180     | Pfalz-Zweibrücken          |                                           |
| Gangloff        | Becherbach  | 158     | Pfalz-Zweibrücken          | seit 1969 Ortsteil von Becherbach         |
| Ginsweiler      | Odenbach    | 170     | Pfalz-Zweibrücken          |                                           |
| Gumbsweiler     | Hundheim    | 210     | Pfalz-Zweibrücken          | seit 1969 Ortsteil von Sankt Julian       |
| Hachenbach      | Hundheim    | 140     | Pfalz-Zweibrücken          | seit 1969 Ortsteil von Glanbrücken        |
| Heinzenhausen   | Lauterecken | 134     | Kurpfalz                   |                                           |
| Hinzweiler      | Hundheim    | 258     | Rheingrafschaft            |                                           |
| Hohenöllen      | Lauterecken | 380     | Kurpfalz                   |                                           |
| Hundheim        | Hundheim    | 191     | Rheingrafschaft            | seit 1969 Ortsteil von Offenbach-Hundheim |
| Lauterecken     | Lauterecken | 792     | Kurpfalz                   |                                           |
| Lohnweiler      | Lauterecken | 343     | Kurpfalz                   |                                           |
| Nerzweiler      | Hundheim    | 116     | Rheingrafschaft            |                                           |
| Nusbach         | Becherbach  | 453     | Herrschaft Reipoltskirchen | heute Nußbach                             |
| Odenbach        | Odenbach    | 738     | Pfalz-Zweibrücken          |                                           |
| Reifelbach      | Odenbach    | 264     | Pfalz-Zweibrücken          | heute Reiffelbach                         |
| Reipoltskirchen | Becherbach  | 346     | Herrschaft Reipoltskirchen |                                           |
| Roth            | Becherbach  | 229     | Markgrafschaft Baden       | seit 1969 Ortsteil von Becherbach         |
| Schmittweiler   | Odenbach    | 199     | Pfalz-Zweibrücken          |                                           |

## Geschichte
Vor der Besetzung des Linken Rheinufers in den französischen Revolutionskriegen (1794) gehörten die Ortschaften im 1798 eingerichteten Verwaltungsbezirk des Kantons Lauterecken zu fünf verschiedenen Territorien, die größten Anteile hatten das Herzogtum Pfalz-Zweibrücken, die Kurpfalz und die Rheingrafschaft.
Von der französischen Direktorialregierung wurde 1798 die Verwaltung des Linken Rheinufers nach französischem Vorbild reorganisiert und damit u. a. eine Einteilung in Kantone übernommen. Die Kantone waren zugleich Friedensgerichtsbezirke. Der Kanton Lauterecken gehörte zum Arrondissement Kaiserslautern im Departement Donnersberg. Der Kanton gliederte sich in 21 Gemeinden, die von vier Mairies verwaltet wurden.
Nachdem im Januar 1814 die Alliierten das Linke Rheinufer wieder in Besitz gebracht hatten, wurde im Februar 1814 das Departement Donnersberg und damit auch der Kanton Lauterecken Teil des provisorischen Generalgouvernements Mittelrhein. Nach dem Pariser Frieden vom Mai 1814 wurde dieses Generalgouvernement im Juni 1814 aufgeteilt, das Departement Donnersberg wurde der neu gebildeten Gemeinschaftlichen Landes-Administrations-Kommission zugeordnet, die unter der Verwaltung von Österreich und Bayern stand.

## Bayerischer Kanton Lauterecken
Aufgrund der auf dem Wiener Kongress getroffenen Vereinbarungen kam das Gebiet im Juni 1815 zu Österreich. Die gemeinschaftliche österreichisch-bayerische Verwaltung wurde vorerst beibehalten. Am 14. April 1816 wurde zwischen Österreich und Bayern ein Vertrag geschlossen, in dem ein Austausch verschiedener Staatsgebiete vereinbart wurde. Hierbei wurden die linksrheinischen österreichischen Gebiete zum 1. Mai 1816 an das Königreich Bayern abgetreten.
Der bayerische Kanton Lauterecken gehörte im neu geschaffenen Rheinkreis zunächst zur Kreisdirektion Kaiserslautern. Nach der Untergliederung des Rheinkreises in Landkommissariate (1818) gehörte der Kanton Lauterecken zum Landkommissariat Kusel.
Zum bayerischen Kanton Lauterecken gehörten nach 1817 insgesamt 21 Gemeinden:
| - Adenbach - Aschbach - Becherbach - Cronenberg - Gangloff - Ginsweiler - Gumbsweiler | - Hachenbach - Heinzenhausen - Hinzweiler - Hohenöllen - Hundheim - Lauterecken - Lohnweiler | - Nerzweiler - Nußbach - Odenbach - Reiffelbach - Reipoltskirchen - Roth - Schmittweiler |

In einer 1836 erstellten Statistik wurden im Kanton Lauterecken 8.841 Einwohner gezählt, davon waren 1.575 Katholiken, 7.029 Protestanten, 16 Mennoniten und 221 Juden.
Im Jahr 1852 wurde der Kanton Lauterecken, so wie alle Kantone in der Pfalz, in eine Distriktsgemeinde umgewandelt.